# Lilium ×parkmannii
Lilium ×parkmannii är en hybrid i familjen liljeväxter. mellan gullbandslilja (L. auratum) och praktlilja (L. speciosum). Sorter av denna hybrid förs numera vanligen till gruppen orientliljor (L. Orient-Gruppen).

## Sorter
'Allura',
'Anna',
'Bonanza Red',
'Crimson Lady',
'Dawn',s Blush',
'Evening',
'Everest Group',
'Fire Dance',
'Francina',
'Imperial Crimson Group',
'Imperial Gold Group',
'Imperial Group',
'Imperial Salmon Group',
'Imperial Silver Group',
'Jamboree Group',
'Luxury',
'Nobility',
'Pacific Hybrids',
'Pink Captivation',
'Pink Dandy',
'Pink Rhapsody',
'Pink Satellite',
'Potomac Hybrids',
'Rangitoto Hybrids',
'Red Dragon',
'Rosavoye Utro',
'Rosy',
'Salmon Jewels',
'Shinkanoko',
'Southern Lights',
'Sunday Best',
'Texel',
'Volga',
'Warrior'.

## Synonymer
- Lilium haywardii P.S.Hayward
- Wikimedia Commons har media som rör Lilium ×parkmannii.